# Dewoitine D.19
Le Dewoitine D.19 est un avion de chasse construit en France et en Suisse en 1925 en réponse à un cahier des charges de l'armée de l'air française

## Conception et développement
Évolution du D.1, le D.19 conserve la formule de l'aile parasol du D.1, mais reçoit une nouvelle aile de plus grande envergure et un moteur deux fois plus puissant. Il n'est pas retenu par l'armée de l'air française mais une démonstration devant le gouvernement suisse en août 1925 aboutit à une commande de trois appareils. Un autre exemplaire a été vendu à la Belgique avec les mêmes modifications demandées par la Suisse, notamment le retour à une aile plus proche de celle du D.1 et le remplacement des radiateurs Lamblin par un radiateur frontal plus conventionnel.

## Historique opérationnel
Le premier D.19 suisse est entièrement construit par Dewoitine en France. Les deux autres sont assemblés par les Ateliers fédéraux de construction (A+C) de Thoune qui profitent de cette occasion pour améliorer leur compétence en construction en alliages légers. Les avions, aux performances améliorées grâce à l'Hispano-Suiza de 400 cv, sont utilisés par les troupes suisses d'aviation comme avions d'entraînement pour les pilotes de chasse.  Les trois participent au meeting international d'aviation de Dübendorf en 1927 où l'un des D.19, piloté par le capitaine Walter Burkhard, remporte la course en circuit fermé. En 1930 le 673 s'écrase peu après le décollage, le pilote est tué. Les deux autres avions ne seront réformés qu'en 1940.

## Opérateurs
Belgique
- Force aérienne belge

 Suisse
- Forces aériennes suisses

 Tchécoslovaquie
- Un avion avec une immatriculation civile L-BYSA